# Les Fontenelles
Les Fontenelles é uma comuna francesa na região administrativa de Borgonha-Franco-Condado, no departamento de Doubs. Estende-se por uma área de 8,38 km². Em 2010 a comuna tinha 683 habitantes (densidade: 81,5 hab./km²).